# Liste der Monuments historiques in Oëlleville
Die Liste der Monuments historiques in Oëlleville führt die Monuments historiques in der französischen Gemeinde Oëlleville auf.

## Liste der Objekte
| Bezeichnung                | Beschreibung                                     | Standort                      | Kennzeichnung | Schutzstatus | Datum | Bild |
| -------------------------- | ------------------------------------------------ | ----------------------------- | ------------- | ------------ | ----- | ---- |
| Marienretabel              | Stein, farbig gefasst, Ende des 16. Jahrhunderts | in der Kirche St-Brice (Lage) | PM88000645    | Classé       | 1960  |      |
| Skulptur Heiliger Brictius | 18. Jahrhundert                                  | in der Kirche St-Brice (Lage) | PM88001659    | Inscrit      | 1984  |      |
| Skulptur Madonna mit Kind  | 18. Jahrhundert                                  | in der Kirche St-Brice (Lage) | PM88001660    | Inscrit      | 1984  |      |